# Maximilianeum

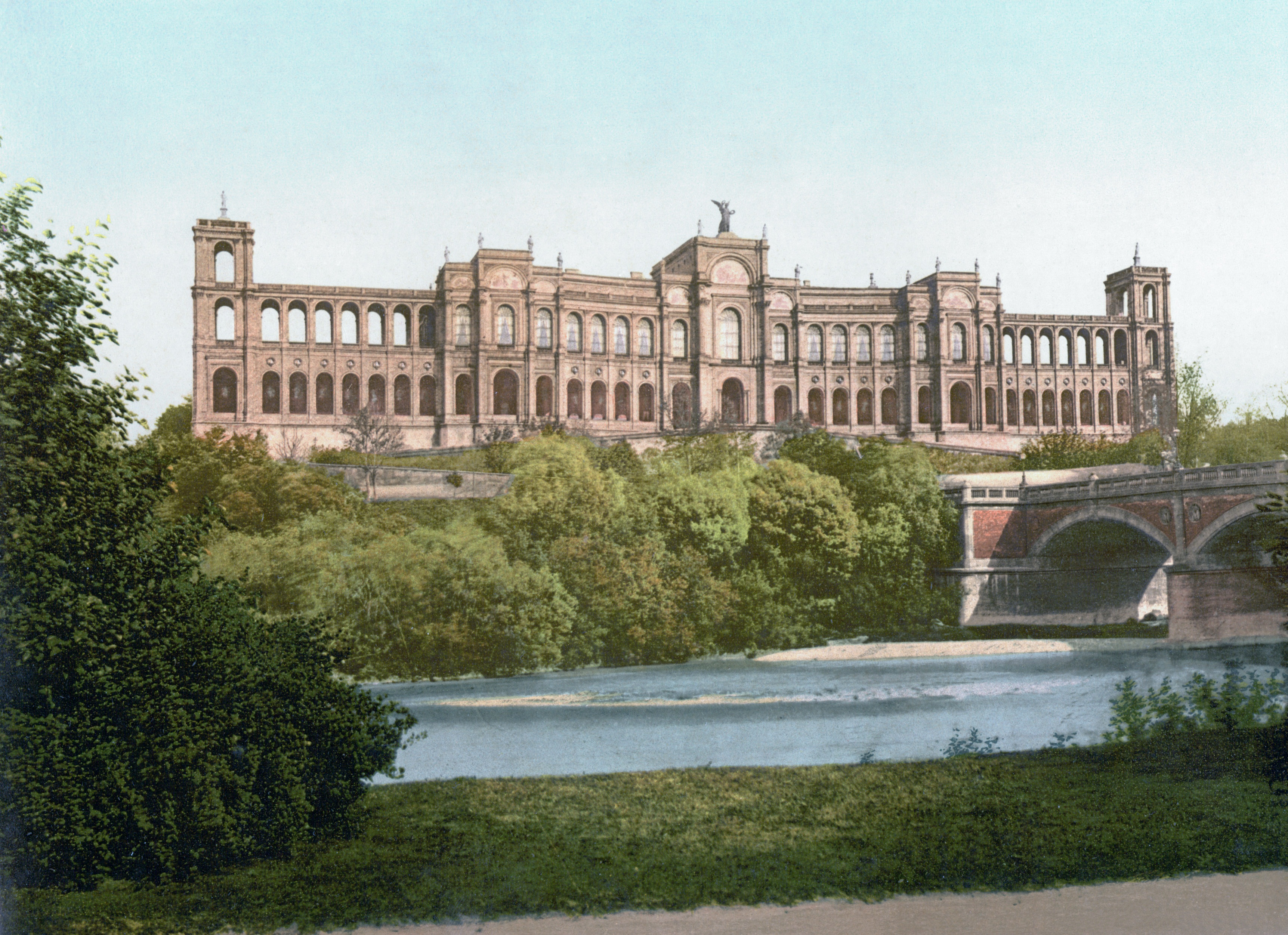
Maximilianeum trong một bưu thiếp cuối thế kỷ 19

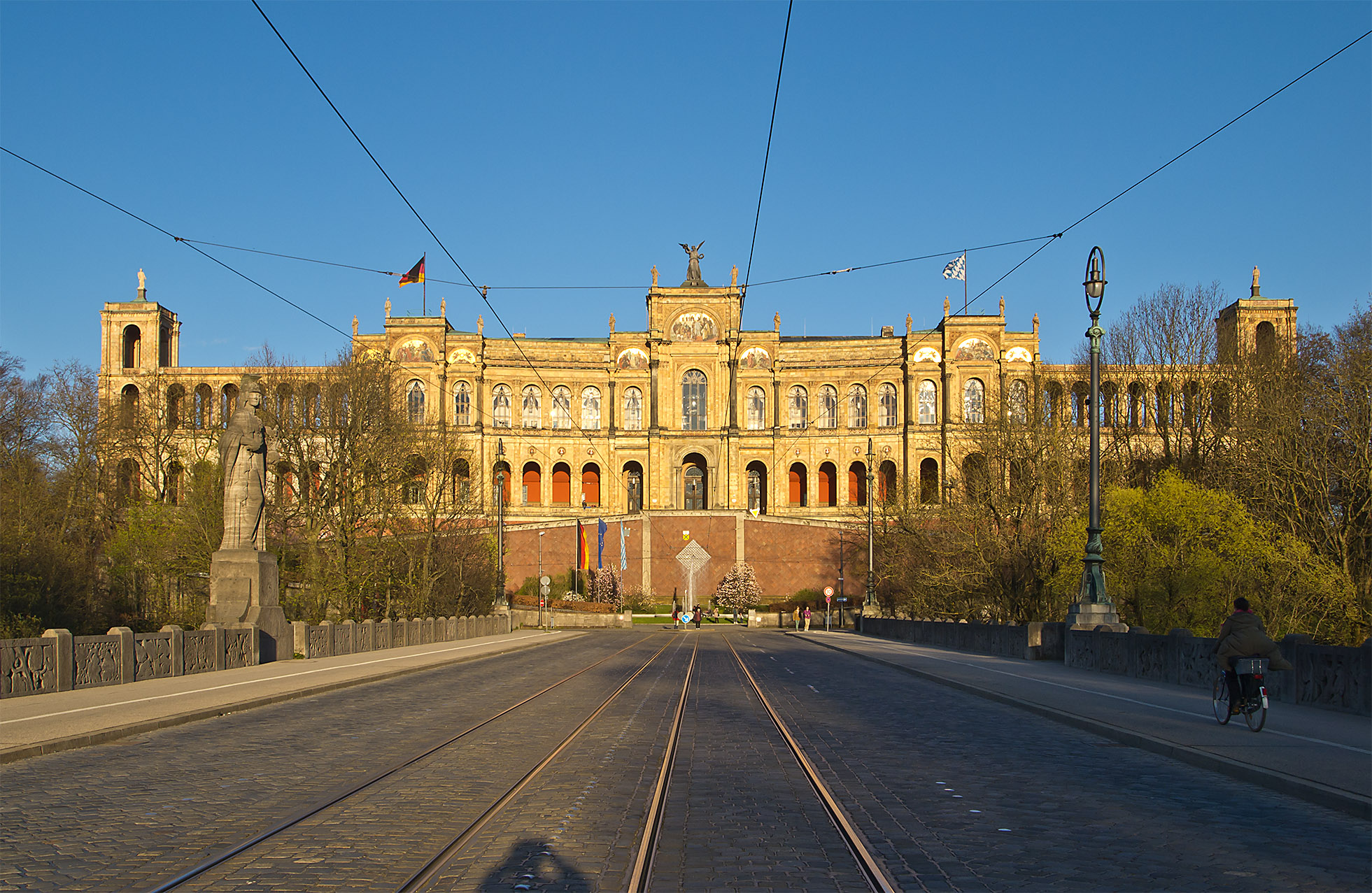
Chụp từ cầu Maximilian (2012)

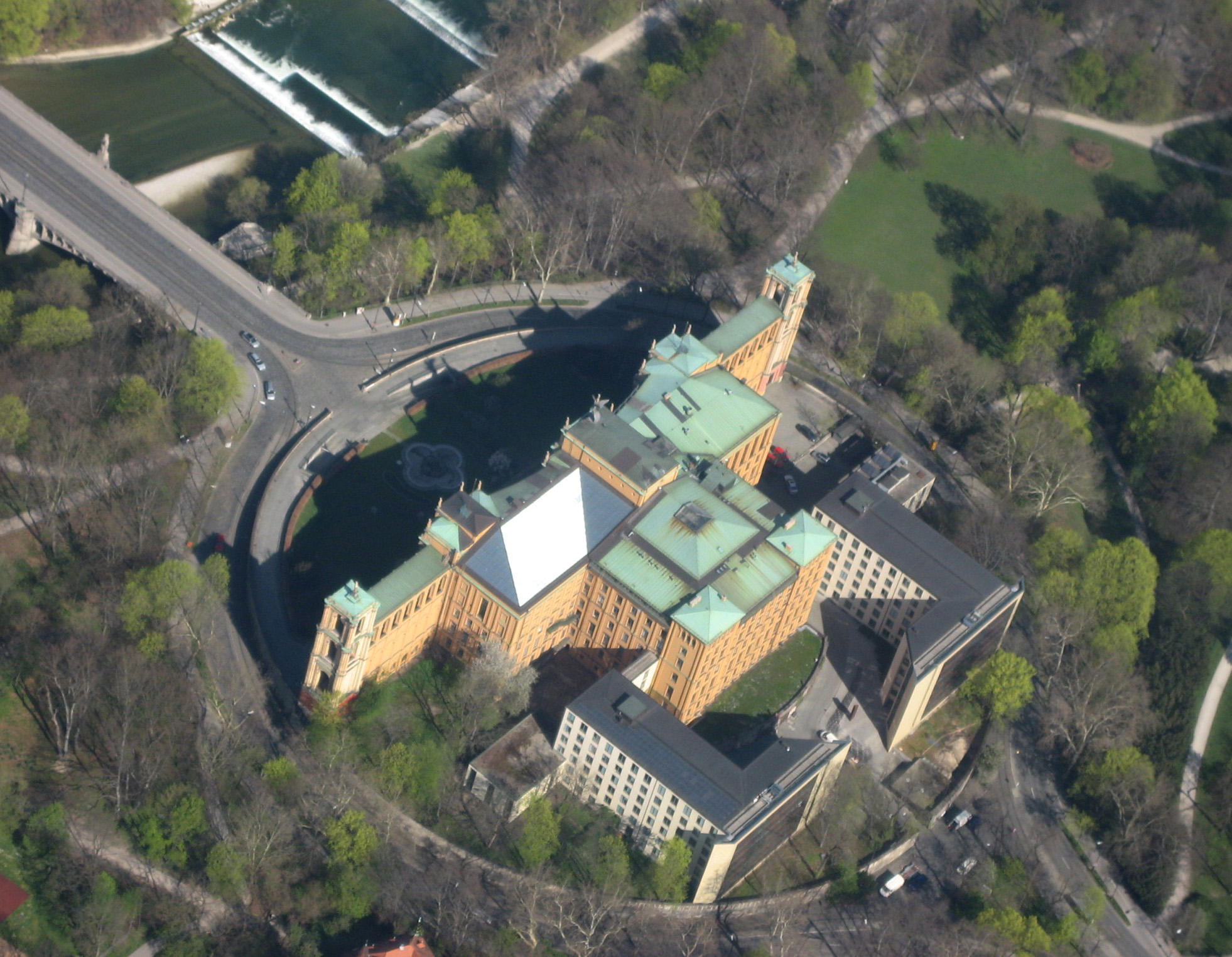
Nhìn từ trên không (2007)

Maximilianeum nằm ở khu phố Haidhausen, München từ năm 1876 là trụ sở của quỹ Maximilianeum cho sinh viên tài giỏi từ Pfalz và Bayern. Ngoài ra, từ năm 1949 nó cũng là trụ sở của Quốc hội Bayern. Tòa nhà nằm trên bờ phía đông của sông Isar có thể thấy được từ đầu bên kia của đường Maximilianstrasse nhìn qua cầu Maximilian.